# Hércules CF
Hércules Club de Fútbol, S.A.D. španjolski je nogometni klub iz Alicantea u Valencijskoj Zajednici. Osnovan je 1922. godine, a trenutačno se natječe u Segunda División. Domaće utakmice igra na Estadio José Rico Pérez, koji prima 30.000 gledatelja.

## Vanjske poveznice
- Službena stranica